# George McCartney
George McCartney, född 29 april 1981 i Belfast, Nordirland är en fotbollsspelare från Nordirland. Han spelar för tillfället[när?] i West Ham United. McCartney gick till West Ham från Sunderland år 2006. Han har även gjort ett flertal landslagsmatcher för Nordirland.